# Agelasta postvittata
Agelasta postvittata är en skalbaggsart som beskrevs av Stefan von Breuning 1939. Agelasta postvittata ingår i släktet Agelasta och familjen långhorningar. Inga underarter finns listade i Catalogue of Life.